# تولرستات
تولرستات (انگلیسی: Tolrestat) یک داروی مهارکننده آلدوز ردوکتاز است که برای کنترل برخی از عوارض دیابت تایید شده است.